# Lemolemus porteri
Lemolemus porteri is een insect uit de familie van de mierenleeuwen (Myrmeleontidae), die tot de orde netvleugeligen (Neuroptera) behoort. 
Lemolemus porteri is voor het eerst wetenschappelijk beschreven door Navás in 1924.